# Banda-Geser jezici
Banda-Geser jezici (privatni kod: bage), skupina od (4) austronezijska jezika s Moluka (Maluku) u Indoneziji. Sastoj ise od podskupine geser-gorom sa (3) jezika i individualnog jezika banda [bnd].
Ukupan broj govornika iznosi oko 44.000 za geser-goromske jezike i 3.000 za banda (1987 SIL).

## Vanjske poveznice
- Ethnologue (14th)
- Ethnologue (15th)